# Brzezinko (województwo kujawsko-pomorskie)
Brzezinko – wieś w Polsce położona w województwie kujawsko-pomorskim, w powiecie toruńskim, w gminie Lubicz, około 17 km na północny wschód od Torunia. Liczba mieszkańców według danych urzędu gminy (XII 2016 r.) wynosiła 268 osób. Jest siedemnastą co do wielkości miejscowością gminy Lubicz.
Wieś znana od XIII w., przed rokiem 1242 własność zakonu krzyżackiego, od roku 1242 – szpitala Św. Ducha w Toruniu, od roku 1415 do 1833 – toruńskich benedyktynek, następnie do roku 1920 znajdowała się w rękach prywatnych. W latach 1975–1998 miejscowość administracyjnie należała do województwa toruńskiego.